# 세타가야구
세타가야구(일본어: 世田谷区 세타가야쿠[*])는 일본 도쿄도의 특별구이다. 특별구 중에서 면적은 두 번째로 크며, 인구는 가장 많다.

## 지리
도쿄 23구의 남서쪽 모퉁이에 위치하고 있다. 다마강을 경계로 세타가야구와 가나가와현이 나뉜다. 다마강 건너편에는 가와사키시가 위치하고 있다. 많은 철도 노선이 도쿄 23구 중심부에서 방사형으로 뻗어 있으며 게이오선, 게이오 이노카시라선, 오다큐 오다와라선, 도큐 덴엔토시선, 도큐 오이마치선, 도큐 메구로선, 도큐 세타가야선, 도큐 도요코선이 세타가야구를 통과한다. 인접한 자치체로는 도쿄도 고마에시, 메구로구, 미타카시, 스기나미구, 시부야구, 오타구, 조후시와 가나가와현 가와사키시 다마구, 다카쓰구, 나카하라구가 있다.
토지 대부분이 무사시노 대지 내에 있어 고도가 낮으며, 남쪽의 다마강 유역은 특히 고도가 낮다. 세타가야구는 도쿄에서 가장 인구가 많은 구로 많은 주거 지역이 있다.

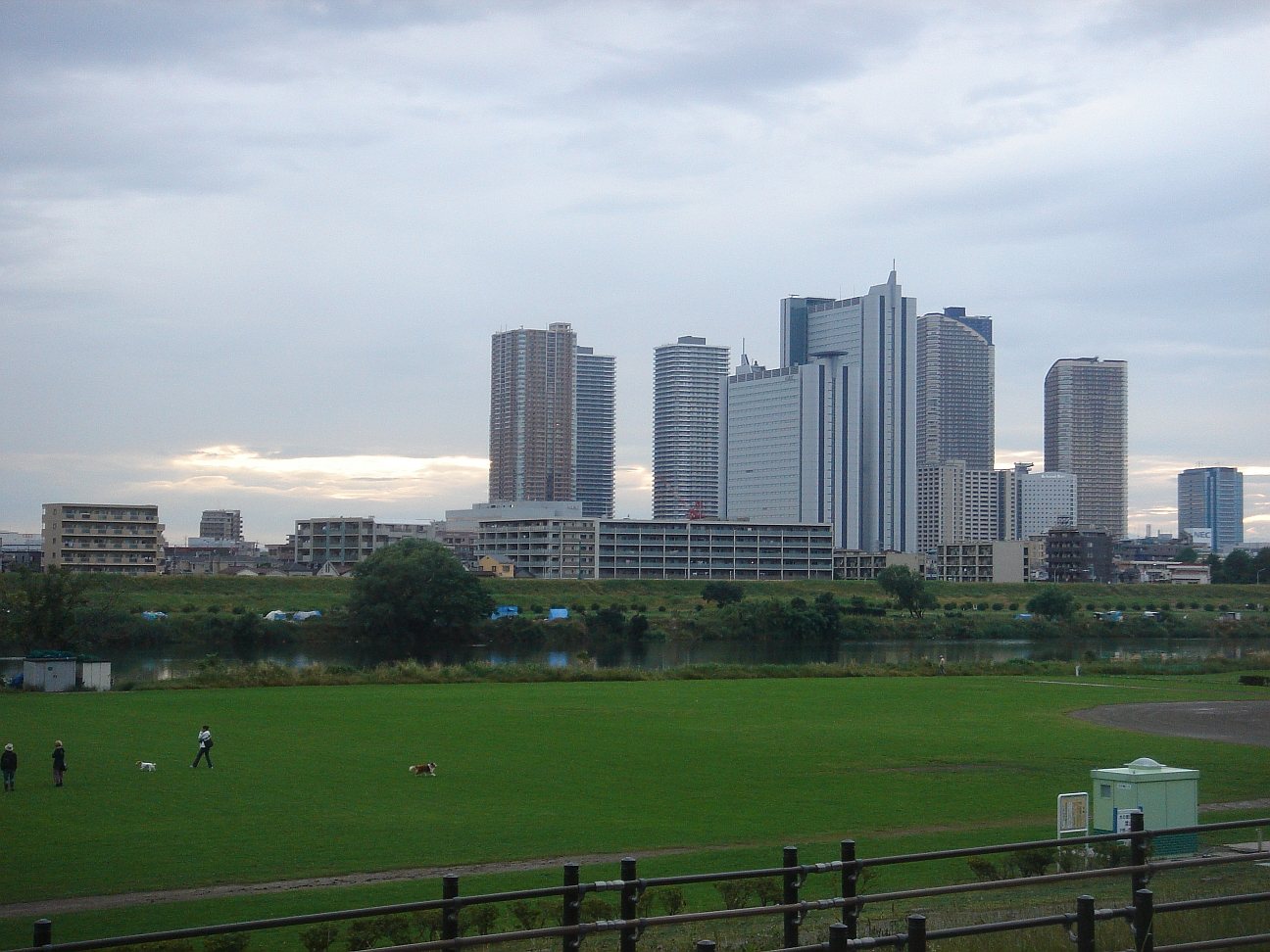
다마강 유역

세타가야구는 세타가야 지역, 기타자와 지역, 다마가와 지역, 기누타 지역, 가라스야마 지역의 다섯 개 지역으로 나뉜다. 각각의 지역은 행정 구조의 일부로 각자의 관청을 가진다.

## 지역
옛 구분에 따라 통용되는 지역명으로 아래 5개 지역으로 나뉜다.
- 세타가야 지역(世田谷地域): 산겐자야 및 국도 246호선, 도큐 덴엔토시선 연선을 중심으로 하는 지구.
- 기타자와 지역(北沢地域)
- 다마가와 지역(玉川地域)
- 기누타 지역(砧地域)
- 가라스야마 지역(烏山地域)

## 역사
에도 시대에 이 지역에는 42개의 촌이 있었다. 1871년의 폐번치현으로 중심부와 동부는 도쿄부의 일부가 되었고 나머지는 가나가와현의 일부가 되었다. 1893년에 일부 지역이 도쿄부로 이전되었다. 1932년에 도쿄시의 세타가야구가 성립되었고 1936년에 더 많은 구역을 더하면서 구의 경계는 현재에 이르게 되었다.

## 행정

### 외국인 차별 금지 조례
외국인 차별사건에 특화된 불만처리위원회가 구장의 자문기관으로 설치되어 있다.

### 자동차 번호판
세타가야구에 등록된 차량은 도쿄운수지국 관할 지역으로 시나가와 번호가 부여되었으나, 2014년 11월 17일 이후 지역 번호 제도(일본어: ご当地ナンバー) 개시로 세타가야 번호를 부여받게 되었다.

## 교통

### 철도
세타가야 구내 철도는 세타가야선을 제외하고 동서 방향으로만 뻗어 있기 때문에 남북 방향의 이동은 가쓰시카구, 에도가와구와 같이 버스 노선에 의존하고 있다.

#### 게이오 전철
- 게이오선
  - 다이타바시역, 메이다이마에역, 시모타카이도역, 사쿠라조스이역, 가미키타자와역, 로카코엔역, 지토세카라스야마역
- 이노카시라선
  - 이케노우에역, 시모키타자와역, 신다이타역, 히가시마쓰바라역, 메이다이마에역

#### 도큐 전철
- 세타가야선
  - 산겐자야역, 니시타이시도역, 와카바야시역, 쇼인진자마에역, 세타가야역, 가미마치역, 미야노사카역, 야마시타역, 마쓰바라역, 시모타카이도역
- 덴엔토시선
  - 이케지리오하시역, 산겐자야역, 고마자와다이가쿠역, 사쿠라신마치역, 요가역, 후타코타마가와역
- 오이마치선
  - 구혼부쓰역, 오야마다이역, 도도로키역, 가미노게역
- 메구로선
  - 오쿠사와역

구내에 도요코선은 정차하지 않으나, 지유가오카역이 세타가야구 경계선상에 위치하고 있다.

#### 오다큐 전철
- 오다와라선
  - 히가시키타자와역, 시모키타자와역, 세타가야다이타역, 우메가오카역, 고토쿠지역, 교도역, 지토세후나바시역, 소시가야오쿠라역, 세이조가쿠엔마에역, 기타미역

### 고속도로

#### 중일본 고속도로
- 도메이 고속도로
- 주오 자동차도

#### 수도고속도로
- 수도고속도로 3호선 시부야선
- 수도고속도로 4호선 신주쿠선

#### 동일본 고속도로
- 제3게이힌 도로

### 국도
- 국도 제20호선
- 국도 제246호선
- 국도 제466호선

### 고속버스
후타고타마가와역 근처 후타고타마가와 라이즈를 거점으로 고속버스가 운행되고 있다.
- 도쿄 국제공항 (게이힌 급행 버스)
- 나리타 국제공항 (도큐버스)
- 에히메현 이마바리시 (도큐버스)
- 야마나시현 가와구치호 (도큐버스, 후지 익스프레스)
- 나가노현 가미코치 (도큐버스) (여름 한정)

## 경제

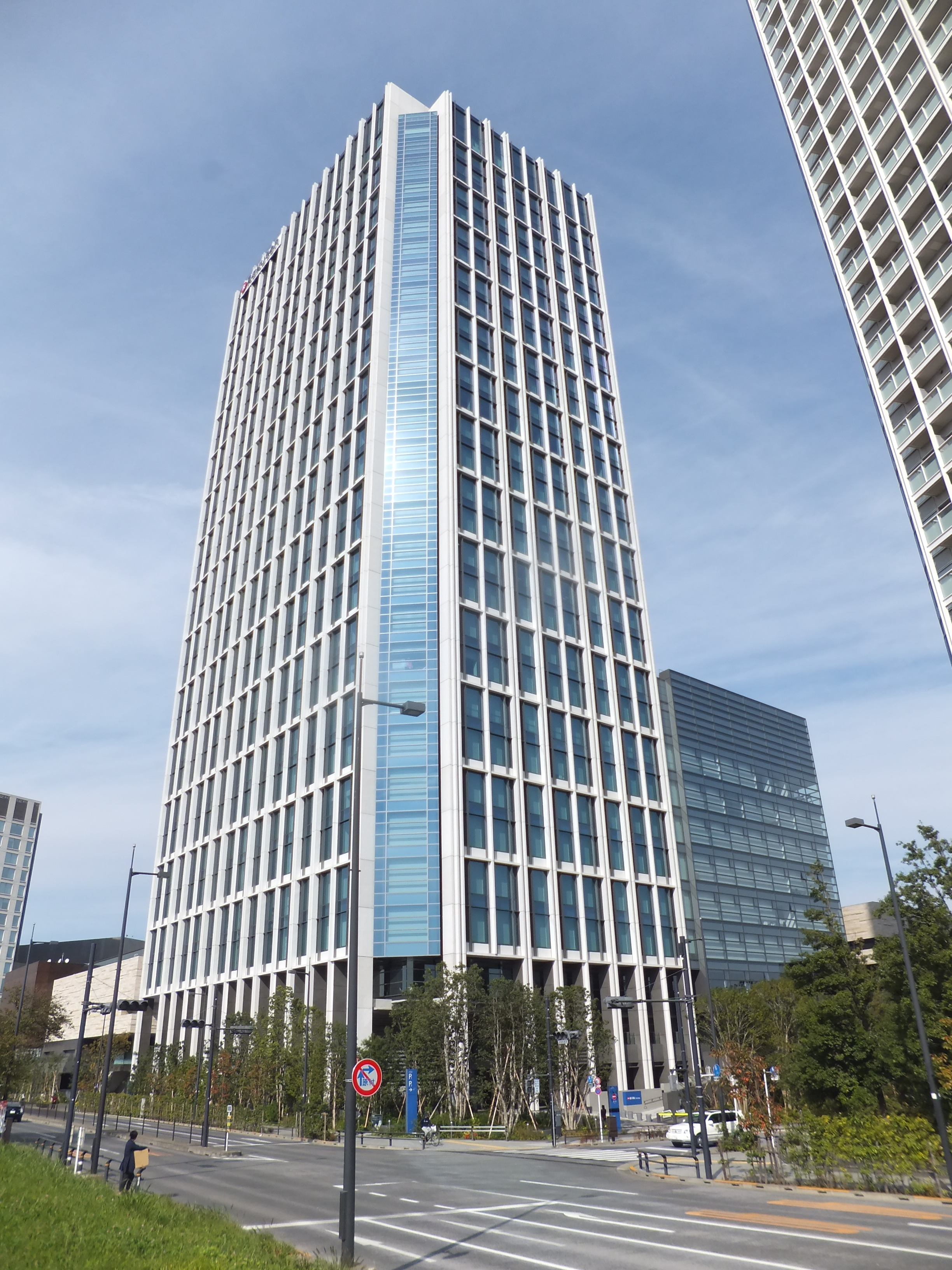
라쿠텐 본사

### 주요 기업
- 라쿠텐: 본사가 후타코타마가와역 근처에 위치

### 상업 지구
- 후타코타마가와 : 세타가야구 남부 다마강 유역에 위치. 백화점인 다마강 다카시마야를 중심으로 다양한 점포가 분포되어 있다. 통칭 니코타마(일본어: ニコタマ)
- 산겐자야: 역 근처 상업시설인 캐롯타워를 중심으로 상점가가 분포. 통칭 산차 (일본어: サンチャ)
- 시모키타자와: 패션, 잡화, 하위문화를 중심으로 발전한 상업지구. 소극장이 집중된 지역이 있다. 통칭 시모키타 (일본어: シモキタ)

### 소득 수준
세타가야구의 연평균 소득은 2014년 기준 649만 엔이었다. 이는 같은 시기 사이타마현 우라와시(693만 엔), 도쿄도 분쿄구(673만 엔)을 잇는 수준이다.

## 주요 시설

### 주요 공원
- 기누타 공원: 예전 기누타 골프장 자리에 건설된 공원으로, 원내에 세타가야 미술관이 위치하고 있다.
- 하네기 공원
- 세타가야 공원
- 마사 공원: 현 일본중앙경마회(JRA)의 전신인 제국경마협회가 5만 평의 토지를 취득하여 건설된 60년 이상의 역사를 갖는 공원. 2020년 하계 올림픽의 마장마술 경기장으로 선정되었다.
- 고마자와 올림픽 공원

### 주요 의료시설
- 국립 세이이쿠 의료연구센터
- 도쿄도립 마츠자와 병원
- 자위대 중앙병원

### 경찰서
- 세타가야 경찰서
- 기타자와 경찰서
- 다마가와 경찰서
- 세이조 경찰서

### 재외공관
- 탄자니아 연합공화국 대사관
- 앙골라 공화국 대사관
- 카메룬 공화국 대사관
- 르완다 공화국 대사관

### 주둔지
- 미슈쿠(三宿) 주둔지
  - 자위대 중앙병원
  - 육상자위대 위생학교
  - 일본 방위장비청 전자장비연구소
  - 일본 방위장비청 선진기술추진센터
- 요가(用賀) 주둔지
  - 간토보급처 요가지처

## 학교

### 대학, 단기대학
- 고마자와 대학
- 일본체육대학
- 도쿄 농업대학
- 다마 미술대학 [통합디자인학과.연극무용디자인학과(극장미술코스,연극무용코스)]
- 니혼 대학 (문리학부, 상학부)
- 쇼와 여자대학
- 고쿠시칸 대학
- 세이조 대학
- 도쿄 도시 대학
- 쇼와 여자대학 단기 대학부

## 자매 도시
- 캐나다 매니토바 위니펙
- 대한민국 대구광역시 수성구 욱수동
- 오스트레일리아 번버리

## 같이 보기
- 세타가야 일가족 살인 사건